# فکر نکرده بود
فکر نکرده بود (به هندی: Socha Na Tha) یا فکر نمی‌کرد فیلمی محصول سال ۲۰۰۵ و به کارگردانی امتیاز علی است. در این فیلم بازیگرانی همچون آبهای دئول، آیشا تاکیا، راتی آگنیهوتری، ساندیا مریدول، راجندرانات زوتشی، سورش اوبروی و عایشا جولکا ایفای نقش کرده‌اند.